# 備仲臣道
備仲 臣道（びんなか しげみち、1941年3月21日 - ）は、日本の著述家・在野史家。日朝関係史に造詣が深い。

## 略歴
- 1941年3月 - 日本統治時代の朝鮮・大田府栄町（今日の韓国忠清南道大田広域市）に、中鮮日報（英語版）編集長・備仲玉太郎の長男として生まれる。
- 1945年10月 - 日本の敗戦により、母・祖母とともに帰国。広島県尾道市栗原町の母方に寄宿。
- 1946年6月 - 復員した父が山梨時事新聞社に就職したため、山梨県甲府市西青沼町の引揚者住宅に転居。
- 1959年3月 - 山梨県立甲府第一高等学校を卒業。在学中は生徒会副会長だったことにより、同窓会功労賞を受ける。同年、山梨時事新聞に入社、記者となる。
- 1964年4月 - 山梨時事新聞労働組合書記次長。編集局長だった父と対立して、一番遠い大月支局へ配される。
- 1969年3月 - 同紙の山梨日日新聞への吸収合併に際し、企業閉鎖・全員解雇に反対、組合専従として闘う。だが、142人 のうち138人 が退職勧奨に従い、争議の首謀者として他の3人 と共に解雇され、引き継いだ労組で書記長となる。労組事務所のある社屋について、占有妨害排除を甲府地方裁判所で係争中にもかかわら ず、山梨日日が甲府市に売却しようとしたことを糾弾し、支援者ら約20人 と甲府市議会委員会室を半日にわたって占拠し、議案を継続審議に追い込むなど果敢に闘った。
- 1969年6月 - 山梨県民会館大ホールにおいて山梨時事闘争勝利を期す集会を開催、羽仁五郎を講師に招いて、1700席の会場に演壇上・通路を埋め尽くす3000人以上の支持者を結集して気勢を上げた。
- 1970年3月 - 甲府地方裁判所が和解を勧告し、ほかの3人 が調印したため、不本意に解雇撤回・退職という形になる。2年 の空白ののち、PR誌 編集など様々な雑業に従事する。
- 1982年8月 - 月刊新山梨を創刊、編集発行人となる。
- 1993年11月 - 同誌を134号 まで発行して、資金難のため休刊。
- 1998年から2007年 まで、高麗美術館（京都）の館報に李朝・高麗美術に関するエッセーを連載。この間、『月刊社会民主』などにも小説を連載した。
- 2002年 -「メロンとお好み焼き」（随筆）で、第6回岡山・吉備の国「内田百閒文学賞」優秀賞を受賞。
- 2009年8月 - 東京都国立市へ転居。

## 著書
- 『蘇る朝鮮文化』（明石書店、1993年）
- 『輝いて生きた人々』（山梨ふるさと文庫、1996年）
- 『高句麗残照』（批評社、2002年）
- 『Let it be』（皓星社、2006年）
- 『美は乱調にあり、生は無頼にあり　幻の画家竹中英太郎の生涯』（批評社、2007年）
- 『司馬遼太郎と朝鮮』（批評社、2008年）
- 『坂本龍馬と朝鮮』（かもがわ出版、2010年）
- （礫川全次と共著）『攘夷と皇国』（批評社、2009年）
- 『甲府中学・甲府一高100年誌』
- 『読む事典 内田百閒 我楽多箱』（皓星社、2012年）
- 『ある在朝日本人の生涯』（社会批評社・電子ブック、2013年）
- 『内田百閒文学散歩』（皓星社、2013年）